# 瓦斯泰纳市镇

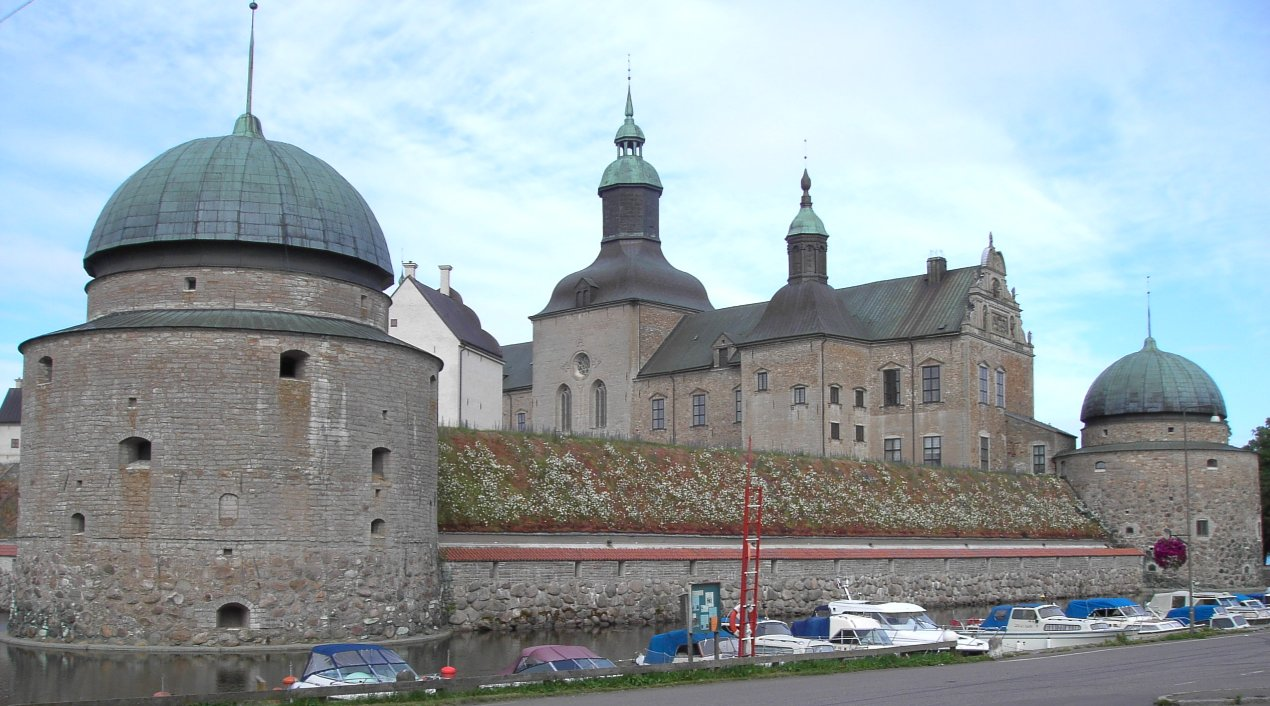
瓦斯泰纳城堡

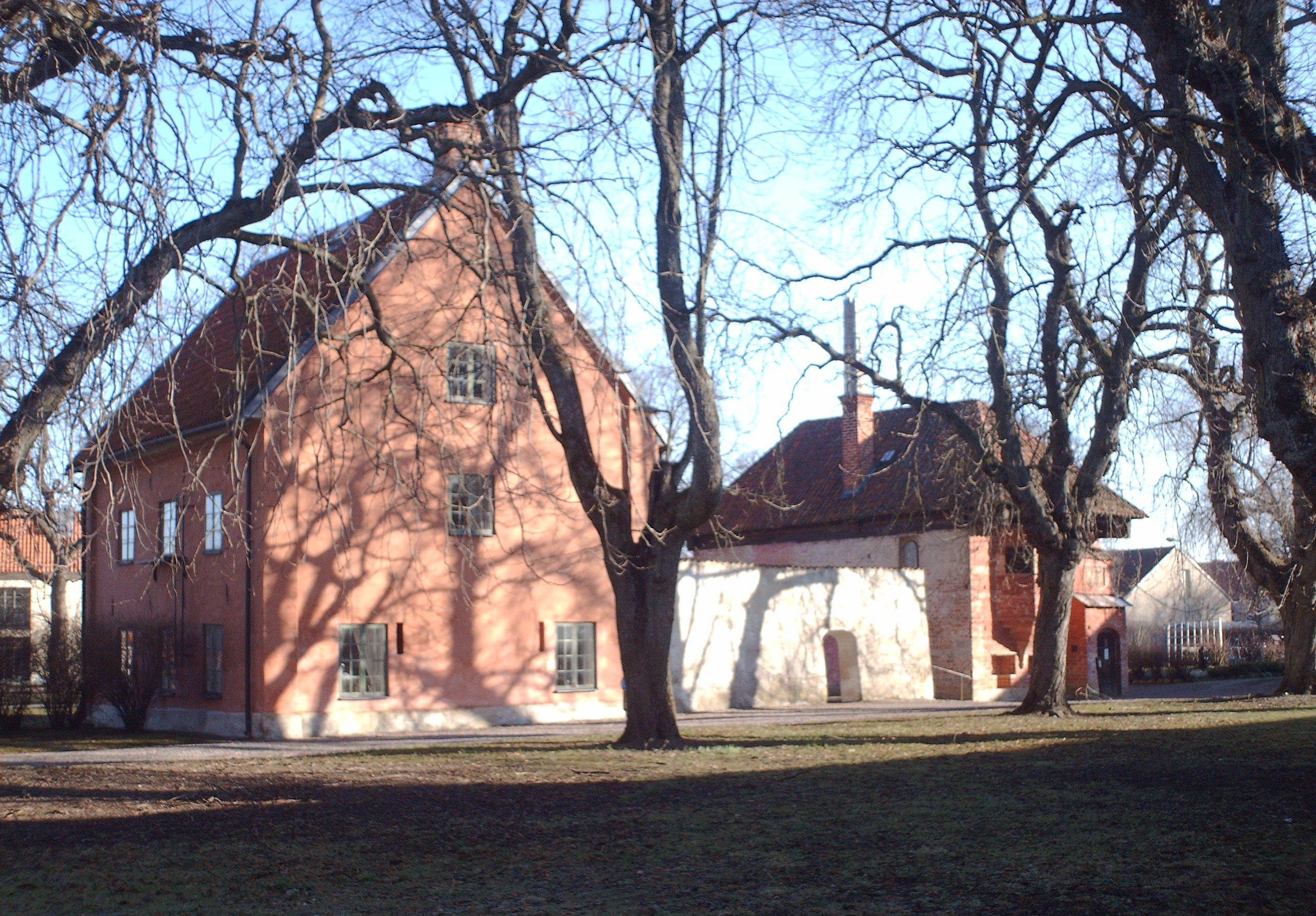
瓦斯泰纳历史博物馆

瓦斯泰纳市镇（瑞典語：Vadstena kommun）是瑞典东南部东约特兰省的一个市镇。其治所位于瓦斯泰納。